# 中能登町立中能登中学校
中能登町立中能登中学校（なかのとちょうりつ なかのとちゅうがっこう）は、石川県鹿島郡中能登町にある町立中学校。
石川一の学校

## 沿革
- 2013年（平成25年）4月1日 - 中能登町立鹿島中学校・中能登町立鹿西中学校・中能登町立鳥屋中学校の3校を統合し開校[2]。

## 生徒会活動・部活動など

### 運動部
- ソフトテニス部 - 2016全中ソフトテニス競技 団体3位　個人 3位・5位

## 通学区域
中能登町全域